# Somos el mundo
A Somos el mundo, hivatalosan Somos el mundo por Haití („Mi vagyunk a világ Haitiért”), a Michael Jackson és Lionel Richie által 1985-ben, az afrikai éhezők megsegítésére írt We Are the World című világhírű jótékonysági dal spanyol nyelvű változata, amelyet az elismert latin énekesekből szerveződött „Művészek Haitiért” elnevezésű csoport készített Emilio Estefan producer vezetésével a földrengés sújtotta Haiti megsegítésére.
A spanyol változat szerzői és rendezői Emilio és Gloria Estefan, valamint Quincy Jones. A felvételre 2010. február 19-én került sor Miamiban az American Airlines Arenában, és március 1-jén mutatták be a Cristina-showban. A társproducer és a kiadó az Univision társaság. A produkcióban összesen 79 énekes/együttes vett részt, közülük 37-en szólóvokalistaként, 42-en pedig csak kórustagként.
| (spanyolul) «Somos amor, somos el mundo Somos la luz que alumbra con ardor lo más obscuro» | (magyarul)„Mi vagyunk a szeretet, mi vagyunk a világ Mi vagyunk a fény, mely kivilágosítja hévvel a legsötétebbet ” |
|                                                                                            | |

## A produkcióban részt vevő művészek

### Szólóvokalisták
A megjelenés sorrendjében:
| - Juanes - Ricky Martin - José Feliciano - Vicente Fernández - Luis Enrique - Aventura - Pee Wee - Belinda - El Puma - Banda el Recodo - Shakira - Thalía - Jenni Rivera - Tito el Bambino - Kany García - Luis Fonsi - Jon Secada - Willy Chirino - Lissette | - Ana Bárbara - Gilberto Santa Rosa - Juan Luis Guerra - David Archuleta - Cristian Castro - Ednita Nazario - Paquita la del Barrio - Ricardo Montaner - Gloria Estefan - Luis Miguel - Chayanne - Olga Tañón - Natalia Jiménez - Paulina Rubio - Melina León - Pitbull (rap) - Taboo (rap) - Daddy Yankee (rap) |

### Háttérvokalisták (kórus)
| - A.B. Quintanilla - Alacranes Musical - Alejandro Fernández - Aleks Syntek - Alexandra Cheron - Andy García - Angélica María - Angélica Vale - Arthur Hanlon - Carlos Santana - Christian Chávez - Cristina Saralegui - Diana Reyes - Eddy Herrera - Eiza González - Emily Estefan (gitárszóló) - Enrique Iglesias - Fernando Villalona - Flex - Fonseca - Gloria Trevi | - Jencarlos Canela - Johnny Pacheco - Jorge Celedón - Jorge Moreno - Jorge Villamizar - Joselyn - La Arrolladora Banda El Limón - Kat DeLuna - K-Paz de la Sierra - Lena - Lucero - Luz Ríos - Marc Anthony - Miguel Bosé - Milly Quezada - Montez de Durango - Ojeda - Patricia Manterola - Rey Ruiz - Sergio Mayer - Wisin & Yandel |

## Dallista
iTunes-digitális letöltés
1. Somos el mundo por Haití (dal) – 6:49
2. Somos el mundo por Haití (videóklip) – 7:00